# 朱觀𤊟
鲁端王朱觀𤊟（1520年—1549年），直隸鳳陽（今安徽）人，明朝第五代鲁王，莊王朱陽鑄的曾孙，祖父世子朱當漎、父亲世孙朱健杙全先在魯莊王之前薨逝，母親世孙妃孔氏是衍聖公孔弘泰長女，是朱健杙的遗腹子。出生後，正德帝下詔准許孔氏暫時代理府務，並等她的兒子長成再請封、賜名。嘉靖二年（1523年）朱陽鑄薨逝后，嘉靖七年（1528年）朱觀𤊟嗣位。
朱觀𤊟为人残酷，游戏无度，挟娼妓而乐，裸男女杂坐。左右有忤逆他的，锥斧立毙，或加以砲烙，並與典膳秦信、引禮張容等親近。朱觀𤊟與叔祖、館陶王朱當淴交惡，向嘉靖帝互相揭發對方的劣行；最後嘉靖帝念在朱觀𤊟年紀尚幼，革其俸禄三分之二，誅殺秦信，亦革去当淴三分之一的俸祿。後朱觀𤊟改變過往習性，發憤讀書，並精通書法以及繪畫。嘉靖二十八年（1549年）朱觀𤊟薨逝。子朱頤坦嗣位。

## 王妃
- 鲁端王妃毕氏，东城兵马指挥毕邦佐之女。嘉靖十三年册封[6]。
- 鲁端王次妃宋氏，嘉靖二十九年追封[7]。

## 其他子女
- 东原温懿王朱颐埨，魯端王朱观𤊟庶二子，万历二十九年二月薨。